# Cotrap
Il Co.Tr.A.P., acronimo di Consorzio Trasporti Aziende Pugliesi, è un consorzio di aziende di trasporto pubblico italiane aventi le proprie sedi operative nell'ambito della regione Puglia.

## Storia
Nato il 23 gennaio 2003 a Bari con l'adesione di 55 aziende di trasporto a livello pan-regionale, il Consorzio raduna 72 aziende, tra le quali spiccano la Sita Sud e le divisioni gommate di Ferrovie del Gargano e Ferrovie del Sud-Est, oltre alle società dei trasporti provinciali di Bari, Brindisi, Taranto, Foggia e Lecce.
La rete copre capillarmente la Puglia e si estende anche alle regioni limitrofe (Basilicata, Campania, Molise).